# Jordi Lara
Jordi Lara Surinyach (Vich, 4 de diciembre de 1968) es un escritor español en lengua catalana.

## Biografía
Jordi Lara es licenciado en Filología catalana y es autor, entre otros, del libro de relatos Mística conilla (Edicions 1984, 2016), galardonado con el Premio Crítica Serra d’Or de Narrativa 2017, y las novelas Papallones i roelles (Edicions 1984, 2004), Una màquina d’espavilar ocells de nit (Edicions 1984, 2009) por el que recibió mención especial en el Premio Ciudad de Barcelona en la modalidad de Literatura Catalana, Sis nits d’agost (Edicions 1984), una aproximación literaria a la muerte a través de la figura de Lluís Maria Xirinacs, que fue finalista del Premio Omnium a la Mejor Novela de 2019 y con el que ganó ese mismo año el Premio de la Crítica de narrativa catalana que otorga la Asociación Española de Críticos literarios.
También ha escrito y dirigido el largometraje Ventre blanc, la faula d’uns adults que es fan forts dins d’un capgròs, y ha ejercido de periodista cultural en TV3.